# Bratsch (Gampel-Bratsch)
Bratsch (toponimo tedesco) è una frazione di 517 abitanti del comune svizzero di Gampel-Bratsch, nel Canton Vallese (distretto di Leuk).

## Storia

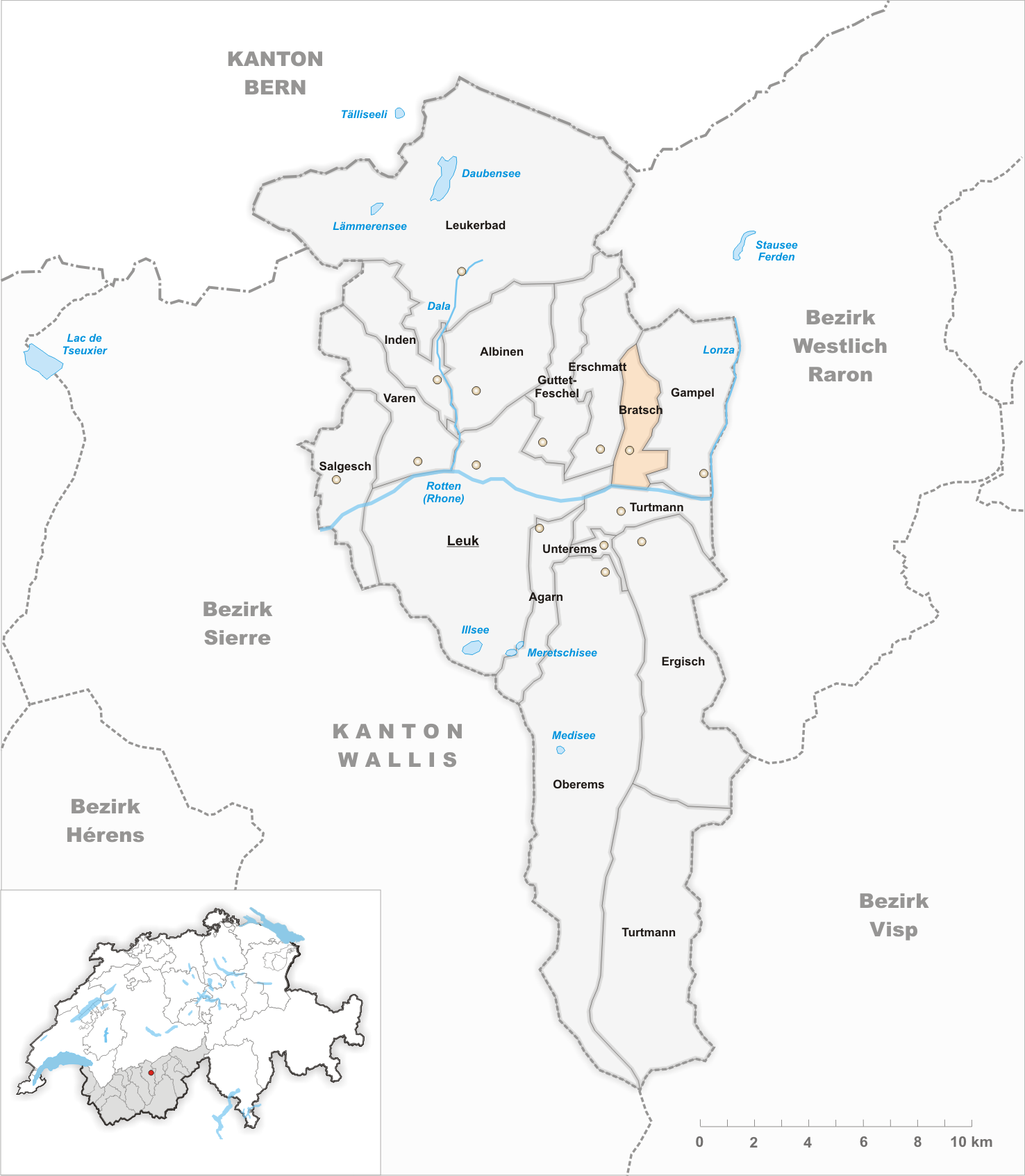
Il territorio del comune di Bratsch prima degli accorpamenti comunali del 2009

Già comune autonomo che si estendeva per 6,2 km² e che comprendeva anche le frazioni di Änggersch, Getwing e Niedergampel, nel 2009 è stato accorpato all'altro comune soppresso di Gampel per formare il nuovo comune di Gampel-Bratsch.

## Monumenti e luoghi d'interesse
- Cappella di Santa Maria, eretta nel XVII secolo[1].

## Società

### Evoluzione demografica
L'evoluzione demografica è riportata nella seguente tabella:
Abitanti censiti

## Amministrazione
Ogni famiglia originaria del luogo fa parte del cosiddetto comune patriziale e ha la responsabilità della manutenzione di ogni bene ricadente all'interno dei confini della frazione.